# 2e Parachutistendivisie
De 2e Parachutistendivisie (Duits: 2. Fallschirmjäger-Division) was een Duitse divisie uit de Tweede Wereldoorlog bestaande uit luchtlandingstroepen. De divisie werd gevormd in Frankrijk in 1943 en kwam datzelfde jaar in actie in Italië. In november 1943 volgde een overplaatsing naar Oekraïne, naar het Oostfront. Daar volgden zware defensieve gevechten en terugtrekkingen, tot achter de Dnjestr in de lente van 1944. Na een opfris in Duitsland volgde dan een inzet in Bretagne en de insluiting in Brest totdat deze stad veroverd en de divisie vernietigd was. Na heroprichting eind 1944 volgde een inzet in de Betuwe en in het Reichswald. Uiteindelijk werd de divisie in de Ruhrkessel vernietigd.

## Geschiedenis

### Oprichting
De 2e Parachutistendivisie werd in februari 1943 gevormd in Vannes in Frankrijk. De kern werd gevormd door het 2e Parachutistenregiment, dat overgenomen werd van de 7e Flieger-Divisie. Eind mei 1943 werd de divisie dan overgebracht naar het gebied Alès – Nîmes.

### Italië

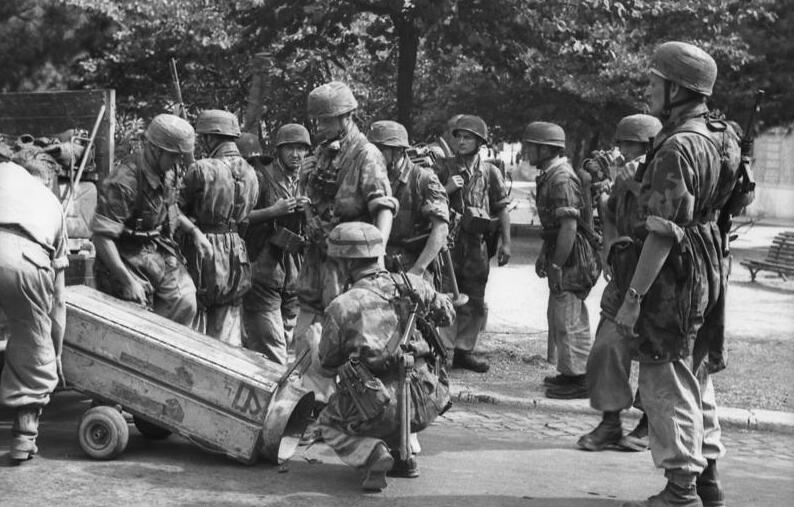
Troepen van de divisie tijdens Operatie Achse

Vanaf 26 juli 1943 werd de divisie per luchttransport naar Rome verplaatst. Hier kon de divisie in actie komen na de Italiaanse capitulatie op 8 september 1943 en Italiaanse eenheden ontwapenen. Vervolgens nam de divisie de kustverdediging tussen Civitavecchia en Anzio op zich.
In deze periode ondernamen delen van de divisie daadwerkelijke luchtlandingsoperaties. Het I./FJR 7 nam deel aan Unternehmen Eiche, de bevrijding van Benito Mussolini vanuit de Gran Sasso op 12 september 1943. De 1e compagnie landde in zweefvliegtuigen. Het I./FJR 2 nam succesvol deel aan de verovering van Leros op 17 september 1943. Dezelfde dag kwam II./FJR.7 in actie op Elba.
In november 1943 zag ook III./FJR 6 een tweetal keren frontinzet rond de Volturno. Op 8 november 1943 kreeg de divisie bevel zich te verplaatsen naar het oostfront, naar Heeresgruppe Süd. Delen bleven achter en vormden de kern voor de nieuwe 4e Parachutistendivisie.

### Oostfront
Bij aankomst vanaf eind november 1943 werd de divisie ingezet rond Zjytomyr tegen de Sovjet doorbraken westelijk van Kiev. Zware gevechten vonden plaats rond Radomysl. Op 9 december 1943 werd de divisie uit de frontlijn genomen en op 15 december per vliegtuig (zwaar materiaal over land) naar Kirovograd. Daar slaagde de divisie erin om samen met de 11e Pantserdivisie een Sovjet doorbraak te voorkomen en het front te stabiliseren. Op 5 januari 1944 kreeg de divisie in het Sovjet Kirovogradoffensief zware aanvallen over zich heen, maar kon zich ondersteund door de Sturmgeschütz-Brigade 286 handhaven. Wel werd de divisie aan de kant geschoven. In vier dagen had de divisie 123 doden, 357 gewonden en 285 vermisten te betreuren. De daaropvolgende vier weken waren rustig. Op 11 februari 1944 werd de divisie dan weer uit de frontlijn gehaald om ingezet te worden in de Slag om Korsoen-Tsjerkasy, maar door vertragingen kwam de divisie daar niet toe. In plaats daarvan volgde een verplaatsing naar Novoarkangelsk en Zvenigorodka. Op 4 maart 1944 begon dan het Sovjet Proskurov–Tsjernovtsi-offensief en de divisie werd hierin meegezogen en werd in de daaropvolgende weken tot medio april gestaag teruggedrongen tot achter de Dnjestr. Op 25 april 1944 vestigden de Sovjets een bruggenhoofd over de Dnjestr bij Butor, oostelijk van Chisinau. Op 10 en 11 mei 1944 voerde de divisie Operatie Bolwerk uit, die het bruggenhoofd vernietigde. Daarna werd de divisie uit de frontlijn gehaald en medio mei 1944 naar de Heimat verplaatst. Hier werd de divisie opgefrist en herbouwd op Oefenterrein Keulen-Wahn.

### Bretagne

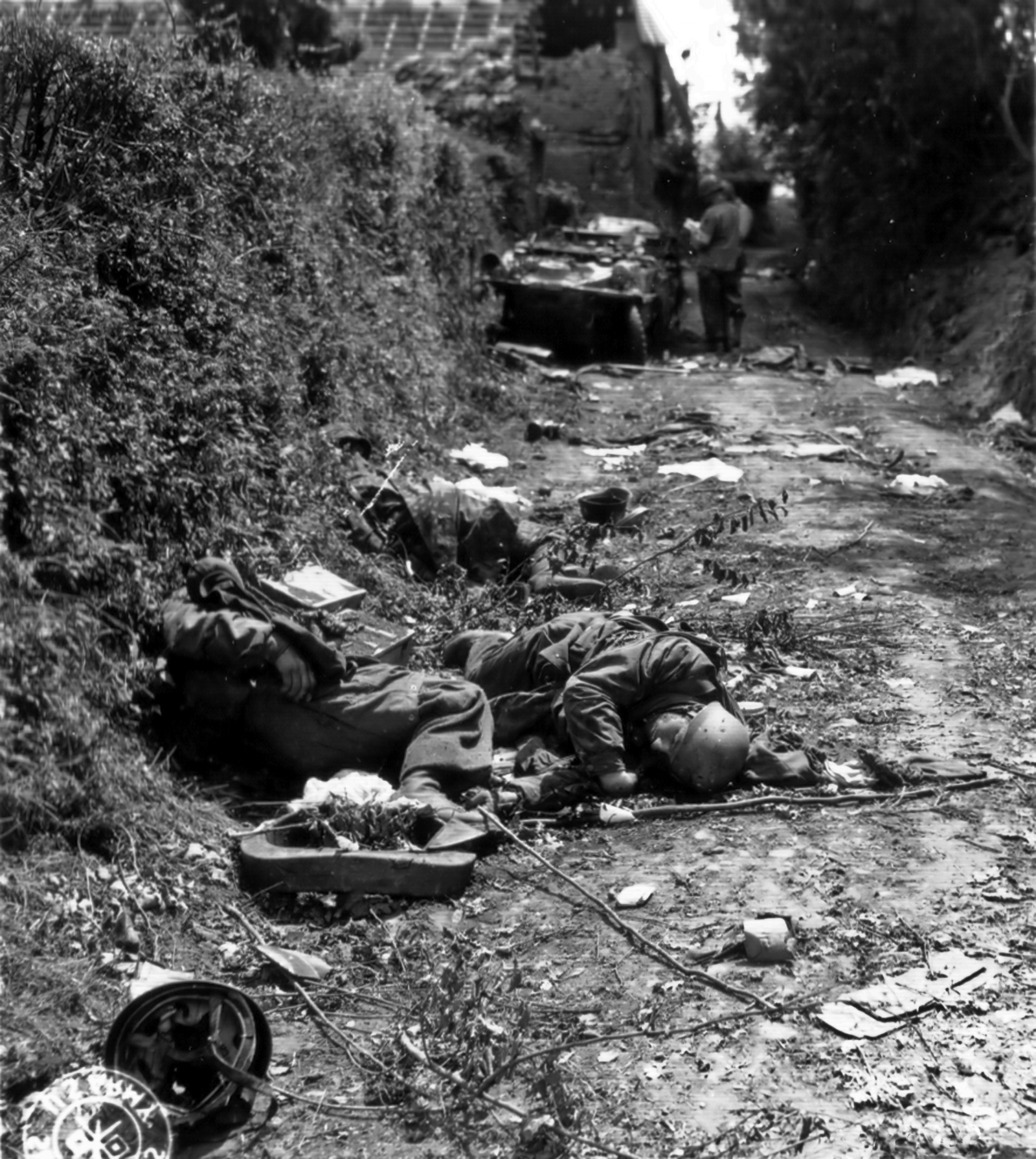
Vernietigd konvooi van het 6e Parachutistenregiment bij Carentan op 16 juli 1944

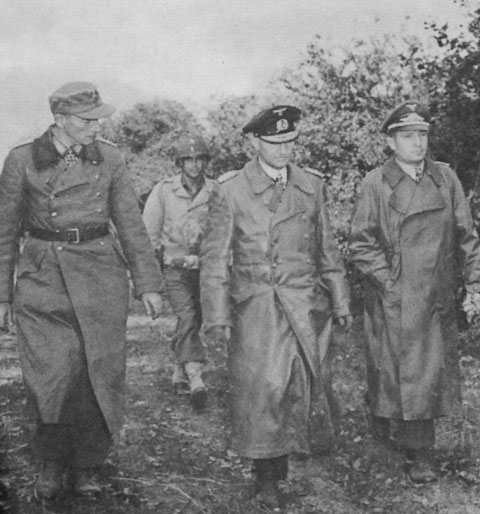
Generalmajor Kroh (rechts) capituleert in Brest op 18 september 1944, samen met Generalmajor von der Mosel (links) en Konteradmiral Kähler (midden)

Eind mei 1944 werd het 6e Parachutistenregiment naar Normandië overgeplaatst en kwam meteen vanaf de eerste dag in actie tegen de geallieerde landingen daar. Het regiment werd in de Zak van Falaise vernietigd. Op 13 juni 1944 begon de rest van de divisie zich te verplaatsen naar Brest. De divisie bleef hier tot de Amerikanen uit het bruggenhoofd in Normandië braken en Bretagne instroomden. De divisie trad de Amerikaanse troepen tegemoet, maar werd tegen 7 augustus 1944 de Vesting Brest ingedrongen. De Amerikanen vielen aan en tegen 20 september 1944 moesten de resten van de divisie zich overgeven.

### Heroprichting
Al op 24 september 1944 volgde door het Oberkommando der Luftwaffe het bevel om de divisie opnieuw op te richten rond Oldenburg. De eerste eenheden verzamelden zich daar vanaf 15 oktober 1944. Tegen begin december 1944 was de divisie voldoende klaar om naar Nederland verplaatst te worden, naar Hilversum-Amersfoort, voor verdere training. Op 20 december nam de divisie de frontsector over van de 6e Parachutistendivisie in de Betuwe, maar zonder het 2e Parachutistenregiment (dit regiment lag aan de Noordzeekust voor Amsterdam). Deze sector begon bij Angeren, via Elst en Zetten tot Opheusden. Bij de gevechten in Zetten in januari 1945 leed de divisie, en met name het 7e Parachutistenregiment, stevige verliezen. Na het begin van de Slag om het Reichswald werden de drie parachutistenregimenten na elkaar uit het front gehaald en naar het Reichswald overgeplaatst. Nadat de Duitse troepen tegen begin maart 1945 over de Rijn teruggedrongen waren, nam de divisie vanaf 8 maart 1945 een frontstuk langs de rivier over van Wezel tot Krefeld. Nadat de geallieerden op 24 maart 1945 hun Operatie Plunder begonnen, werd de divisie al snel de Ruhrkessel ingeduwd, en verdedigde hier achter het Rijn-Hernekanaal. Vanaf 7 april volgde dan een terugtrekking tot de Ruhr.

### Einde
De 2e Parachutistendivisie capituleerde op 16 april 1945 zuidelijk van Hattingen.

## Bovenliggende bevelslagen
| Legerkorps            | Leger                        | Legergroep              | Plaats/regio                | Begin            | Eind                |
| --------------------- | ---------------------------- | ----------------------- | --------------------------- | ---------------- | ------------------- |
| in oprichting         | 7. Armee                     | Heeresgruppe D          | Frankrijk                   | 14 februari 1943 | 3 juni 1943         |
|                       | Armeegruppe Felber           | Heeresgruppe D          | Frankrijk                   | 3 juni 1943      | 29 juli 1943        |
| XI. Fliegerkorps      | 10. Armee                    | OB Süd                  | Italië                      | 29 juli 1943     | medio november 1943 |
| 42e Legerkorps        | 4. Panzerarmee               | Heeresgruppe Süd        | Zjytomyr                    | 17 november 1943 | 28 november 1943    |
| 48e Pantserkorps      | 4. Panzerarmee               | Heeresgruppe Süd        | Zjytomyr                    | 28 november 1943 | 1 december 1943     |
| 42e Legerkorps        | 4. Panzerarmee               | Heeresgruppe Süd        | Zjytomyr                    | 1 december 1943  | 15 december 1943    |
| 52e Legerkorps        | 1. Panzerarmee               | Heeresgruppe Süd        | Kirovograd                  | 15 december 1943 | 1 januari 1944      |
| 52e Legerkorps        | 6. Armee                     | Heeresgruppe Süd        | Kirovograd                  | 1 januari 1944   | 5 januari 1944      |
| 52e Legerkorps        | 8. Armee                     | Heeresgruppe Süd        | Kirovograd                  | 5 januari 1944   | 6 februari 1944     |
| direct onder bevel    | 8. Armee                     | Heeresgruppe Süd        | Novoarkangelsk/Zvenigorodka | 6 februari 1944  | 23 februari 1944    |
| 47e Pantserkorps      | 8. Armee                     | Heeresgruppe Süd        | westelijke Oekraïne         | 23 februari 1944 | 14 maart 1944       |
| Gruppe Knobelsdorff   | 8. Armee                     | Heeresgruppe Süd        | westelijke Oekraïne         | 14 maart 1944    | 22 maart 1944       |
| Gruppe Postel         | 6. Armee                     | Heeresgruppe A          | westelijke Oekraïne         | 22 maart 1944    | 30 maart 1944       |
| 52e Legerkorps        | 6. Armee                     | Heeresgruppe Südukraine | westelijke Oekraïne         | 30 maart 1944    | 12 april 1944       |
| 17e Legerkorps        | 6. Armee                     | Heeresgruppe Südukraine | Dnjestr                     | 12 april 1944    | 9 mei 1944          |
| 52e Legerkorps        | 6. Armee                     | Heeresgruppe Südukraine | Dnjestr                     | 9 mei 1944       | 15 mei 1944         |
| direct                | 7. Armee                     | Heeresgruppe B          | Keulen-Wahn                 | 15 mei 1944      | 13 juni 1944        |
| 25e Legerkorps        | 7. Armee                     | Heeresgruppe B          | Bretagne / Brest            | 13 juni 1944     | 20 september 1944   |
|                       |                              |                         |                             |                  |                     |
| 88e Legerkorps        | 25. Armee                    | Heeresgruppe H          | Nederland                   | 6 december 1944  | 8 februari 1945     |
| 86e Legerkorps        | 1. Fallschirmarmee           | Heeresgruppe H          | Nederrijn                   | 8 februari 1945  | februari 1945       |
| 47e Pantserkorps      | 1. Fallschirmarmee           | Heeresgruppe H          | Nederrijn                   | februari 1945    | februari 1945       |
| 2e Parachutistenkorps | 1. Fallschirmarmee           | Heeresgruppe H          | Nederrijn                   | februari 1945    | 10 maart 1945       |
| 63e Legerkorps        | 1. Fallschirmarmee           | Heeresgruppe H          | Nederrijn                   | 10 maart 1945    | 31 maart 1945       |
| 63e Legerkorps        | direct onder bevel           | Heeresgruppe B          | Ruhrkessel                  | 1 april 1945     | 9 april 1945        |
| 63e Legerkorps        | Armee-Abteilung von Lüttwitz | Heeresgruppe B          | Ruhrkessel                  | 10 april 1945    | 16 april 1945       |

## Commandanten
| Rang                                        | Naam                    | Begin             | Eind              |
| ------------------------------------------- | ----------------------- | ----------------- | ----------------- |
| Generalleutnant                             | Bernhard Ramcke         | 13 februari 1943  | 8 september 1943  |
| Oberstleutnant                              | Wolfgang Meder-Eggebert | 8 september 1943  | 13 september 1943 |
| Generalmajor                                | Walter Barenthin        | 13 september 1943 | 9 december 1943   |
| Generalleutnant                             | Gustav Wilke            | 9 december 1943   | 17 maart 1944     |
| Oberstleutnant vanaf 6 april 1944 Oberst    | Hans Kroh               | 17 maart 1944     | 1 juni 1944       |
| Generalleutnant                             | Bernhard Ramcke         | 1 juni 1944       | 11 augustus 1944  |
| Oberst vanaf 13 september 1944 Generalmajor | Hans Kroh               | 11 augustus 1944  | 18 September 1944 |
| Generalleutnant                             | Walter Lackner          | 15 november 1944  | 16 april 1945     |

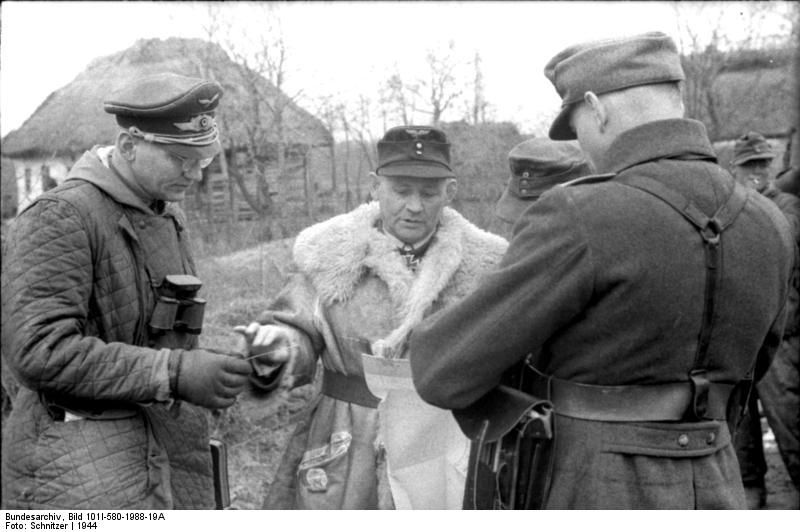
Generalleutnant Ramcke (midden in bontjas)

Generalleutnant Ramcke werd in Dresden in een hospitaal opgenomen nadat zijn auto door een geallieerde jachtbommenwerperaanval van de weg was geraakt. Oberstleutnant Meder-Eggebert nam daarop tijdelijk waar.

## Samenstelling
| 1943                                                                                      | 1944                                                                                       |
| ----------------------------------------------------------------------------------------- | ------------------------------------------------------------------------------------------ |
| - Fallschirm-Jäger-Regiment 2 - Fallschirm-Jäger-Regiment 7 - Fallschirm-Jäger-Regiment 6 | - Fallschirm-Jäger-Regiment 2 - Fallschirm-Jäger-Regiment 7 - Fallschirm-Jäger-Regiment 23 |
|                                                                                           | - Fallschirm-MG-Bataillon 2                                                                |
|                                                                                           | - Fallschirm-Flak-Abteilung 2                                                              |
| - Fallschirm-Artillerie-Regiment 2                                                        |                                                                                            |
| - Fallschirm-Panzer-Jäger-Abteilung 2                                                     |                                                                                            |
| - Fallschirm-Pionier-Bataillon 2                                                          |                                                                                            |
| - Luftnachrichtenabteilung\|Luftnachrichten-Abteilung der Fallschirm-Jäger-Division 2     |                                                                                            |
| - Fallschirm-Sanitäts-Abteilung 2                                                         |                                                                                            |